# Bảo Đức
Bảo Đức (chữ Hán giản thể: 保德县, âm Hán Việt: Bảo Đức huyện) là một huyện thuộc địa cấp thị Hãn Châu, tỉnh Sơn Tây, Cộng hòa Nhân dân Trung Hoa. Huyện Bảo Đức có diện tích 981 km², dân số năm 2003 là 150.000 người. Huyện Bảo Đức có 3 trấn và 3 hương.
- Trấn: Đông Quan, Kiều Đầu, Nghĩa Môn.
- Hương: Nam Hà Câu, Bạch Gia Câu, Thượng Gia Tháp, Đông Trang 墕, Diêu Oa, Nghiêu Khất Đài, Tôn Gia Câu, Thâm Câu, Hóa Thụ Tháp, Thổ Nhai Tháp, Tây Lương, Lương Gia Xuyên, Yêu Trang, Cố Gia 峁, Dương Gia Loan, Lâm Giá Dục, Hàn Gia Xuyên.